# Santuario Nacional de Cristo Rey (Almada)

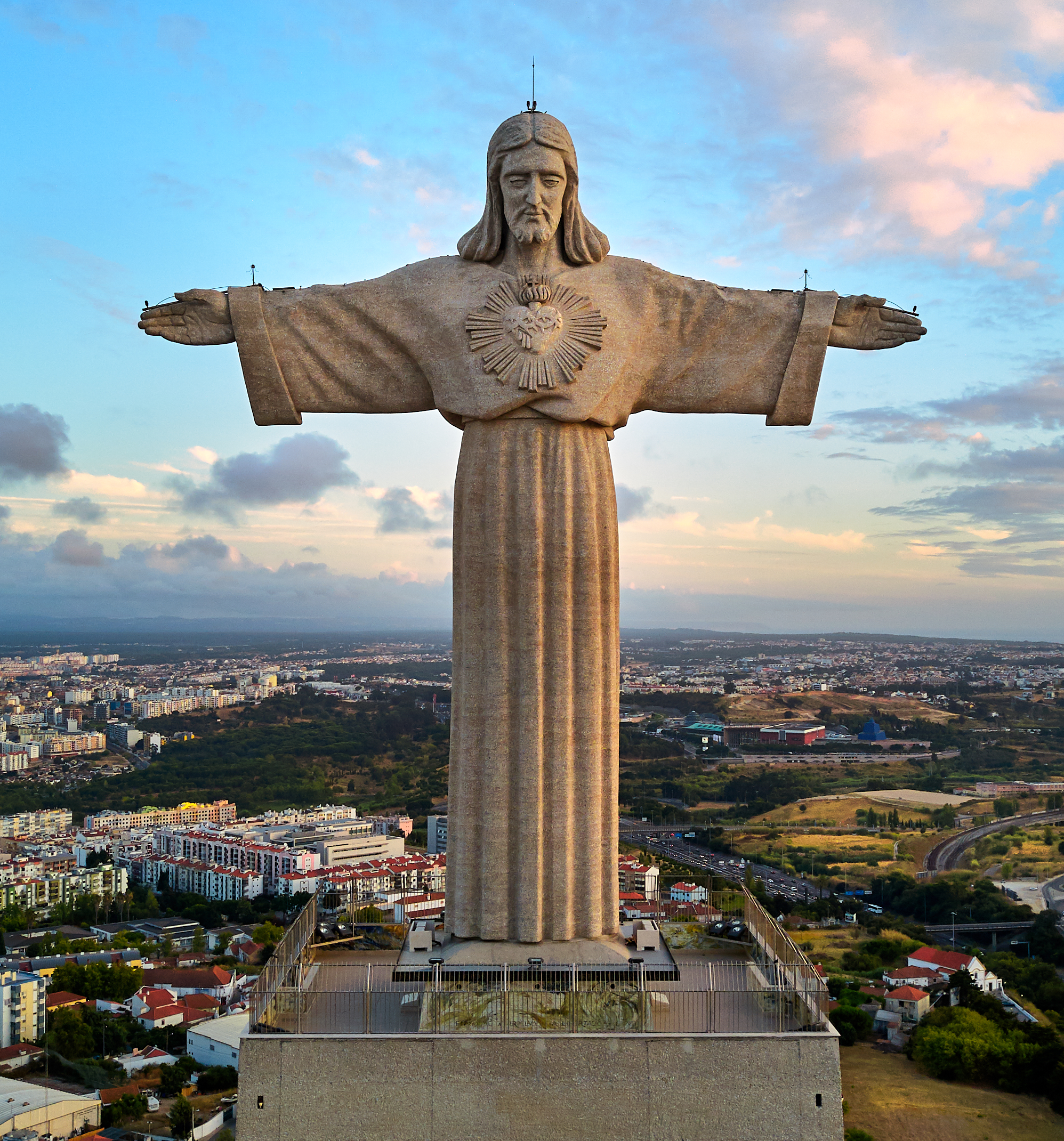
Santuario de Cristo Rey.

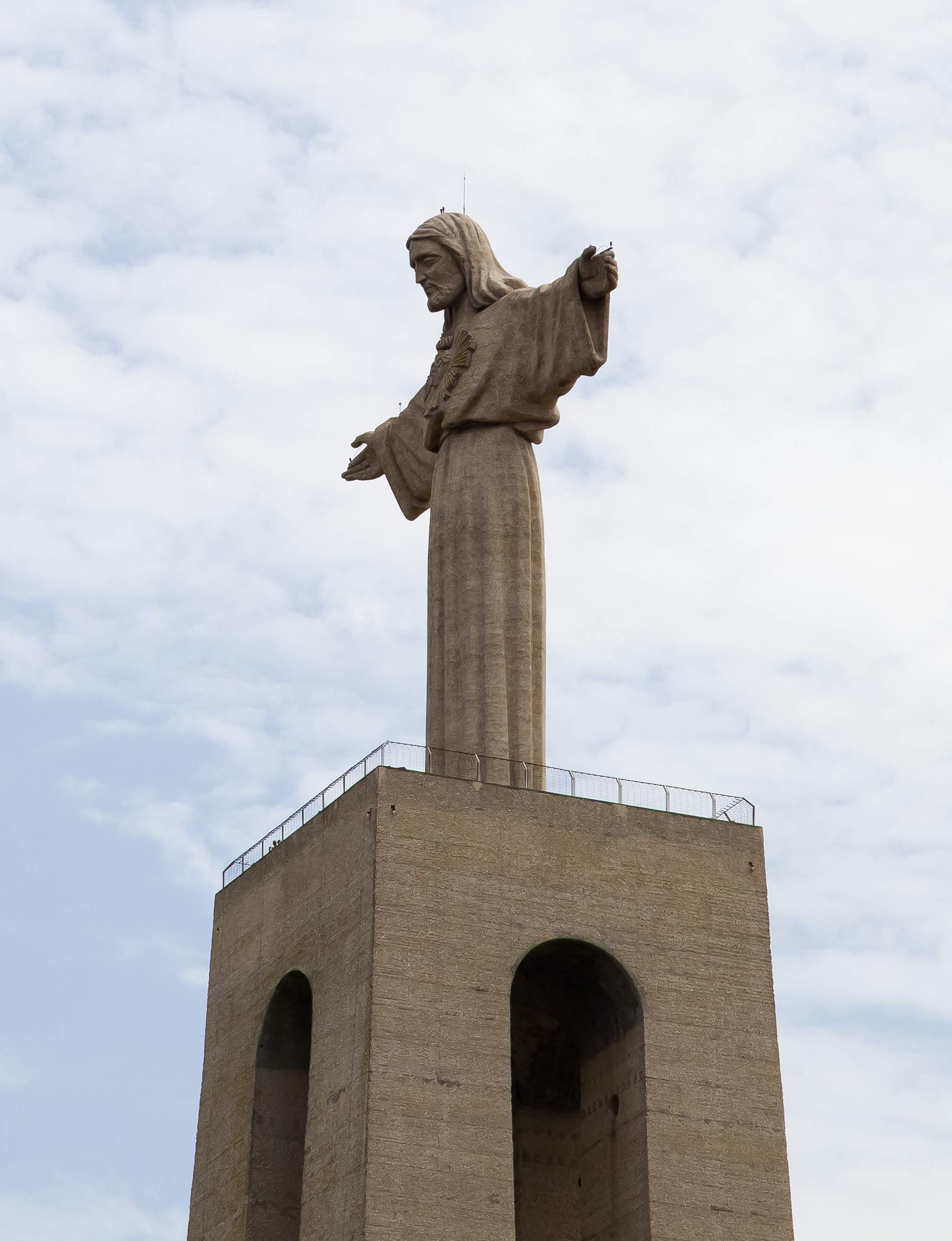
Vista lateral del santuario dedicado a la realeza de Jesucristo.

El Santuario Nacional de Cristo Rey (en portugués: Santuário Nacional de Cristo Rei), o simplemente Cristo Rey, es un monumento religioso y santuario dedicado al Sagrado Corazón de Jesús localizado en la ciudad de Almada, en el área metropolitana de Lisboa, en Portugal.
Se encuentra a una altitud de 113 metros sobre el nivel del Tajo, que consiste en un pórtico diseñado por el arquitecto António Lino, 75 metros de altura, coronada por la estatua del Redentor con los brazos abiertos frente a la ciudad de Lisboa, con 28 metros alta, la obra del escultor portugués Francisco Franco de Sousa. El pedestal, incluyendo el pórtico, se eleva a 82 metros de altura. El monumento a Cristo Rey es la mayor atracción turística en el municipio de Almada, junto a las famosas playas de Costa da Caparica.
Este monumento es el mejor mirador sobre la ciudad de Lisboa, que ofrece una gran vista sobre la capital y en el Puente 25 de abril. En numerosos artículos sobre santuario turística de Lisboa y el monumento a Cristo Rey de Almada surge ex libris. 
Es uno de los edificios más altos de Portugal, con 110 metros de altura.

## Historia del Santuario
El Cardenal Patriarca de Lisboa, Don Manuel Gonçalves Cerejeira, durante una visita a Castilla en 1934, miró la estatua de Cristo del Otero, que existe en el Palencia (ciudad) , y se sintió a construir un monumento similar en Lisboa. En el año 1936, transmitió esta idea al movimiento Apostolado de la Oración y recibió una acogida entusiasta. Luego vino la conciencia de todos los obispos del país, el anuncio oficial del anteproyecto que haya sido obtenida en el año siguiente, la Pastoral Colectiva de la Cuaresma.
El monumento a Cristo Rey también fue construido en cumplimiento de un voto hecho por los obispos portugueses que se reunieron en Fátima en 20 de abril de 1940, pidiendo a Dios para no permitir Portugal participar en la Segunda Guerra Mundial. El Presidente del Consejo de Ministros de Portugal (el primer ministro) Salazar, no violó la vieja amistad con el Reino Unido, que data de siglo XIII, y prefirió permanecerse neutral, entonces Portugal no participó en esa guerra.
La primera piedra del monumento fue puesto en libertad el 18 de diciembre de 1949 , después de que la guerra terminó . Fue inaugurado el 17 de mayo de 1959 , el día  Pentecostés  , en presencia de los Cardenales de Río de Janeiro , la  Lourenço Marques  y alrededor de 300 mil personas , incluyendo autoridades oficiales y ciudadanos particulares . En esta ocasión, también asistieron a la imagen original  Nuestra Señora de Fátima  y la consagración de  Portugal fue tomada a  Sagrados Corazones  de Jesús  y  María . El  el Papa Juan XXIII  no estuvo presente en la ceremonia, pero envió un mensaje por radio , que se transmite a continuación . En ese momento, el cardenal de la cereza dijo el monumento fue siempre un signo de gratitud por el don de la paz.
En el momento de la celebración del 25 º aniversario , en 1984 , un plan de desarrollo de la tierra circundante, lo que dio lugar a la construcción del edificio que aloja el Santuario existente fue aprobado hoy . En este edificio, la casa parroquial todavía funciona y los servicios administrativos , la misma que tiene una capilla y varias salas para exposiciones y reuniones.
En 1999, el  Diócesis de Setúbal  llegó al santuario tutelar. Entre mayo de 2001 y 1 de febrero de 2002 , se sometió a la restauración.
El 17 de mayo de 2007 , abrió el café llamado beato Juan XXIII, que contiene 8 cuadros inspirados en la encíclica ' Pax in Terris , de la suya propia. El mismo día , el monumento fue colocado en la  High Cross  , anteriormente perteneciente a la  Santuario de Fátima  , a raíz de la construcción de la nueva Basílica de ese lugar de peregrinación.
El 17 de mayo de 2009 , para conmemorar el quincuagésimo aniversario de la inauguración del monumento , la imagen de  Virgen  presente en la Capilla de las Apariciones en  Fátima  tiene que estar presente en el lugar y el Santuario Nacional de Cristo Rey y este recibió el  obispo  s portugués y también las reliquias de  Santa Margarita María Alacoque  , religiosa de [ [ Paray -le- Monial ]] a quien Jesús reveló su [ Sagrado Corazón [ de Jesús | . Sagrado corazón]] El El Papa Benedicto XVI se unió a esta celebración por el envío de su legado papal , el cardenal  Don José Saraiva Martins  , y leer un mensaje en el Angelus   el 17 de mayo. Hermanamiento entre el Santuario de Cristo Rey de  Portugal y  Cristo Redentor  de se firmó Brasil.
Durante su  viaje apostólico a Portugal mayo 2010, el  Papa Benedicto XVI  no dejó de volar este importante santuario religioso y monumento de gran estima por el pueblo portugués.
El 18 de enero de 2013 , la emisión de un decreto por el  Cardenal Manuel Monteiro de Castro  , Penitenciario Mayor de la  Corte Apostólica  Penitenciario , es cierto, con un valor perpetuo, de Su Santidad el  Papa Benedicto XVI  a  indulgencia plenaria  fieles que pasan una temporada en el Santuario Nacional de Cristo Rey y cumplir las condiciones asociado con él.
El 9 de junio de 2013 , tras la publicación de una Nota Pastoral de la Conferencia Episcopal Portuguesa, se llevó a cabo en el Santuario de Cristo Rey, la solemne celebración del 150 aniversario del nacimiento de la Beata María del Divino Corazón, condesa Droste zu Vischering y la Madre Superiora del Convento de la Hermanas del Buen Pastor de Oporto, ya que fue la persona responsable de haber influido en la Papa León XIII de realizar la consagración del mundo al Sagrado Corazón de Jesús. Recuerde que el Papa León XIII llamó a este solemne consagración "el acto más grande de mi pontificado". La celebración se inició en Ermesinde en 7 de junio , la solemnidad del Sagrado Corazón de Jesús, y fue presidida por Don Manuel Clemente, obispo de Oporto y elegido Patriarca de Lisboa, poniendo fin a dos días después de la 9 de junio, en el Santuario Nacional del mismo Cristo el rey, con la bendición de Don Canavarro Gilberto dos Reis, el obispo de Setúbal.